# Marga (Sungai Bahar)
Marga is een bestuurslaag in het regentschap Muaro Jambi van de provincie Jambi, Indonesië. Marga telt 2822 inwoners (volkstelling 2010).